# Хрушкарє
Хрушкарє (словен. Hruškarje) — поселення в общині Церкниця, Регіон Нотрансько-крашка, Словенія. Висота над рівнем моря: 652,1 м.